# Czarny Ostrów (województwo warmińsko-mazurskie)
Czarny Ostrów (do 1945 r. niem. Werder, Kreis Gerdauen) – dawna osada w Polsce położona w województwie warmińsko-mazurskim, w powiecie węgorzewskim, w gminie Węgorzewo.
Położona na północ od jeziora Oświn, na wschód od wsi Wyskok i na zachód od wsi Pasternak.
Dawny folwark szlachecki. W latach 1471–1719 należał do rodziny von Schlieben. Pod koniec XVIII w. folwark należał do majątku ziemskiego w Drogoszach i były w osadzie cztery domy. W 1820 r. mieszkało tu 49 osób. W drugiej połowie XIX wieku prawdopodobnie wydzielono z folwarku siedlisko (wybudowanie). Pod koniec XIX w. wieś obejmowała 927,4 ha gruntów i znajdowały się tu 4 domy w zwartej zabudowie oraz jedno siedlisko. W tym czasie mieszkało we wsi 7 rodzin (41 osób). Na początku XX w. we wsi było gospodarstwo Franza Krauze oraz majątek hrabiego zu Stolberg Wernigerode z Drogosz, obejmujący 766 ha (w większości lasy i jezioro).
W 1968 r. osada należała do sołectwa Zielony Ostrów, gromada Perły.